# Union de la jeunesse congolaise
L'Union de la Jeunesse congolaise (UJC) est une organisation pour les jeunes au Congo-Brazzaville disparue en 1964.

## Histoire
L'UJC est créée en 1956 par Alice Badiangana, Aimé Matsika et Julien Boukambou. Elle a d'abord été simplement une branche locale de l'Union de la Jeunesse Républicaine de France (UJRF), constituant la section des jeunes du Parti Communiste français. Cependant, elle se développe en une organisation indépendante et commence à organiser des cellules dans les différentes parties du territoire. Le mouvement établit une présence importante dans les villes du Bas-Congo, comme à Point-Noire, à Jacob et à   Dolisie. L'UJC  a été dirigée  par Aimé Matsika
L'organisation travaille en étroite collaboration avec la Confédération générale africaine du travail, le mouvement syndical et l'Union des femmes africaines du Congo. Les statuts de l'UJC ont été déposés auprès des autorités en 1956
L'UJC est une organisation membre de la Fédération Mondiale de la Jeunesse Démocratique
Après l'indépendance, l'UJC est ciblée par le gouvernement de Fulbert Youlou, qui classe l'organisation parmi les communistes. En mars 1960, l'Assemblée Nationale commence à préparer une loi qui permet de restreindre les activités de l'UJC et la CGAT. Le  9 mai 1960, Aimé Matsika et d'autres dirigeants sont arrêtés. Au moment où l'offensive contre l'UJC et la CGAT  commence, Youlou est déjà en mesure d'aliéner l'opposition parlementaire,. À la mi-août 1963, l'UJC et la CGAT prennent part à un mouvement de révolte contre Youlou, et en collaboration avec l'armée, ils renversent le gouvernement. Lorsqu'un nouveau gouvernement composé de civils et de militaires est formé à la veille de Noël 1963, Aimé Matsika devient Ministre du Commerce et de l'Industrie.
En 1964, le Mouvement national de la révolution (MNR) est établi comme parti unique avec sa propre section jeunes, le JMNR.

## Personnalités
Raymond KIBOMBO